# Schloen
Schloen è una frazione del comune di Schloen-Dratow nel Meclemburgo-Pomerania Anteriore, in Germania.
Appartiene al circondario (Kreis) della Mecklenburgische Seenplatte ed è parte della comunità amministrativa (Amt) di Seenlandschaft Waren.
Fino al 1º gennaio 2012 era comune autonomo, in quella data con la fusione con Groß Dratow ha dato origine al comune di Schloen-Dratow.